# Pinewood Smile
Pinewood Smile är det femte studioalbumet av det brittiska rockbandet The Darkness, som kommer att ges ut den 6 oktober 2017 genom Cooking Vinyl. Albumet producerades av Adrian Bushby och spelades in i mars 2017. Pinewood Smile är gruppens första studioalbum med trummisen Rufus Tiger Taylor, som i april 2015 ersatte Emily Dolan Davies. Albumet är gruppens första att ges ut via skivbolaget Cooking Vinyl.
Albumets första singel, "All the Pretty Girls", gavs ut den 21 juli 2017 och följdes av "Solid Gold", som gavs ut den 17 augusti, och "Southern Trains", som gavs ut den 25 september samma år. Likt föregående album, Last of Our Kind, sjunger inte Justin Hawkins all leadsång på detta album. Två av låtarna, "Why Don't the Beautiful Cry" och "Stampede of Love", är duetter mellan Hawkins och Taylor.

## Historia

### Bakgrund

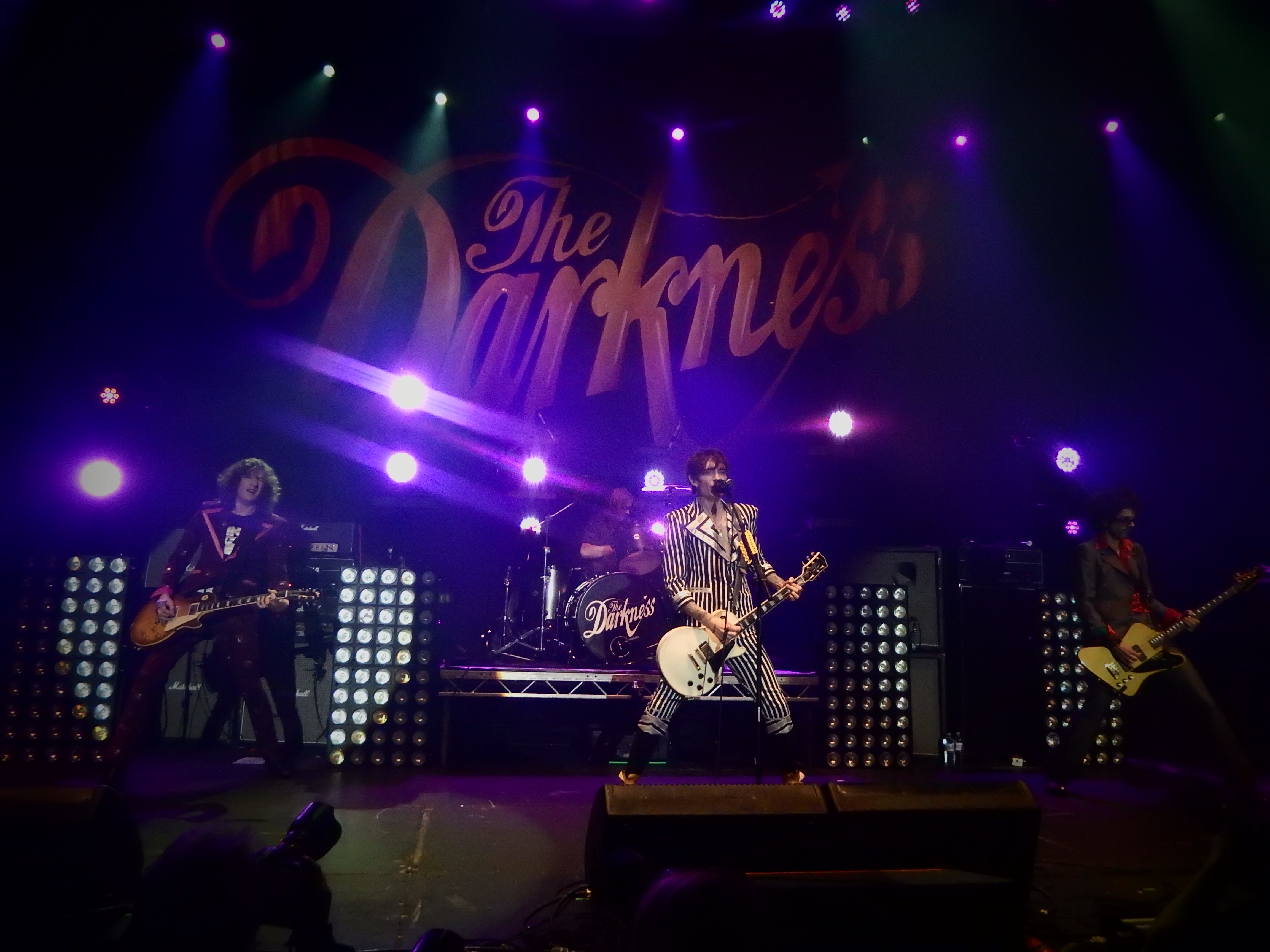
The Darkness live i London 2015.

The Darkness spelade in sitt fjärde studioalbum, Last of Our Kind med trummisen Emily Dolan-Davies under 2014. I april 2015, efter bara några månader som medlem i gruppen, lämnade Dolan-Davies bandet och ersattes snabbt av Rufus Tiger Taylor. Last of Our Kind gavs ut den 1 juni 2015 och under sommaren spelade bandet på ett flertal festivaler i Europa. I slutet av året turnerade man i Nordamerika, Australien och Storbritannien och spelade för första gången låten "Rack of Glam". I november samma år gav man ut julsingeln "I Am Santa", bandets första utgivning med Taylor.
Bandet fortsatte turnera under 2016 och under årets sista konsert, den 18 december i London, spelade man för första gången fyra nya låtar: "Buccaneers of Hispaniola", "Solid Gold", All the Pretty Girls" och "Southern Trains".

### Låtskrivandet
I samband med ett framträdande på festivalen Leyendas del Rock i augusti 2015, tillbringade bandet en vecka i Alicante där man jammade fram idéer till runt 20 nya låtar, vilka Justin Hawkins sade skulle utgöra det kommande studioalbumet.
I augusti 2016 meddelade basisten Frankie Poullain att man påbörjat arbetet med albumet och att man hade bokat ett hus i Skottland, vid närheten av Loch Ness, där man skulle finslipa låtarna. Han hade tidigare sagt att bandet också tillbringat tid i Frankrike för att skriva låtar till albumet. Enligt Dan Hawkins så skrevs den större delen av musiken av honom och Taylor: "Jag skrev all musik med Rufus i en replokal i full volym. Nu för tiden finns det så många sätt att skapa oljud med V-Drums och pods, och varenda jävel har en egen studio nu för tiden. Vi ville komma bort från det och gå tillbaka till att låta bra när du står upp och spelar starkt. Vi skrev [albumet] på ett väldigt ociviliserat sätt."

### Produktion och inspelning
Den 6 mars 2017 påbörjade The Darkness inspelningarna av album i Cornwall tillsammans med producenten Adrian Bushby, som tidigare arbetat med bland andra Foo Fighters och Muse. Justin Hawkins meddelade den 17 mars att all leadsång var färdiginspelad och den 1 april bekräftade han att inspelningen av albumet avslutats.

### Utgivning
I en intervju i början av 2016 antydde Poullain att ett nytt studioalbum skulle komma att ges ut under året: "För första gången kommer vi bara ha ett år mellan albumen, istället för de tre åren vi brukar ha. Vi ska försöka skapa något råare och mer spontant och mer lekfullt. Vi kan göra det med Rufus, han är väldigt interaktiv och vi livnär oss på hans ungdom och instinkter vilka är nytt för oss." I augusti 2016 sade Poullain att man hoppades att albumet skulle komma att ges ut i februari eller mars 2017.
Under inspelningen av albumet, i mars 2017, meddelade bandet på sin officiella webbplats att det nya albumet skulle komma att ges ut i september 2017 på CD, vinyl, kassettband och som digital nedladdning.
Den 15 juli 2017 bekräftade The Darkness, via sociala medier, att bandets femte album fått namnet Pinewood Smile och att det skulle komma att ges ut den 6 oktober samma år. Veckan därpå, den 21 juli 2017, kom ytterligare uppgifter kring albumet genom bandets officiella webbplats. Samtidigt gavs albumets första singel, "All the Pretty Girls", ut digitalt. Drygt en månad senare, den 17 augusti, gavs "Solid Gold" ut som andra singel från Pinewood Smile.

## Omslag
Skivomslaget presenterades för första gången den 21 juli 2017. Detta är gruppens första album där bandmedlemmarna syns på omslaget och det är också bandets första album där gruppens logotyp inte finns med.

## Låtlista
Alla låtar är skrivna och komponerade av Justin Hawkins, Dan Hawkins, Frankie Poullain och Rufus Taylor. 
| Nr  | Titel                        | Längd |
| --- | ---------------------------- | ----- |
| 1.  | All the Pretty Girls         | 3:18  |
| 2.  | Buccaneers of Hispaniola     | 3:06  |
| 3.  | Solid Gold                   | 4:32  |
| 4.  | Southern Trains              | 2:52  |
| 5.  | Why Don't the Beautiful Cry? | 3:36  |
| 6.  | Japanese Prisoner of Love    | 4:19  |
| 7.  | Lay Down with Me, Barbara    | 4:05  |
| 8.  | I Wish I Was in Heaven       | 3:21  |
| 9.  | Happiness                    | 3:13  |
| 10. | Stampede of Love             | 3:54  |

| 11. | Uniball                        | 3:33 |
| 12. | Rack of Glam                   | 3:44 |
| 13. | Seagulls (Losing My Virginity) | 3:54 |
| 14. | Rock in Space                  | 3:33 |

| 15. | Why Don't the Beautiful Cry? (demo version) |  |

## Medverkande
| The Darkness - Dan Hawkins — gitarr, kör - Justin Hawkins — sång, gitarr, klaviatur - Frankie Poullain — bas, kör - Rufus Tiger Taylor — trummor, sång | Produktion - Adrian Bushby — produktion - George Perks — ljudtekniker |